# 佩纳福拉西亚圣母圣殿
佩纳福拉西亚圣母圣殿（Peñafrancia Minor Basilica，西班牙语: Basílica Minore de Peñafrancia）Minor Basilica of the Our Lady of Peñafrancia是一座罗马天主教宗座圣殿，位于菲律宾比科尔大区 的朝圣之城南甘马仁省那牙市郊外。这里是亚洲最大的圣母朝圣地之一。佩纳福拉西亚圣母像供奉于此。
该堂是比科尔大区和天主教卡塞雷斯总教区境内唯一的宗座圣殿。

## 历史
该堂于1976年4月18日动工，1981年9月完工。1982年5月22日祝圣，1985年5月22日升格为次级宗座圣殿。
该堂拥有雕刻于1710年的圣母像。米格尔·德·科巴鲁比亚斯从西班牙来菲律宾时带着这幅圣像，据说在他的一生中帮助他过无数次。

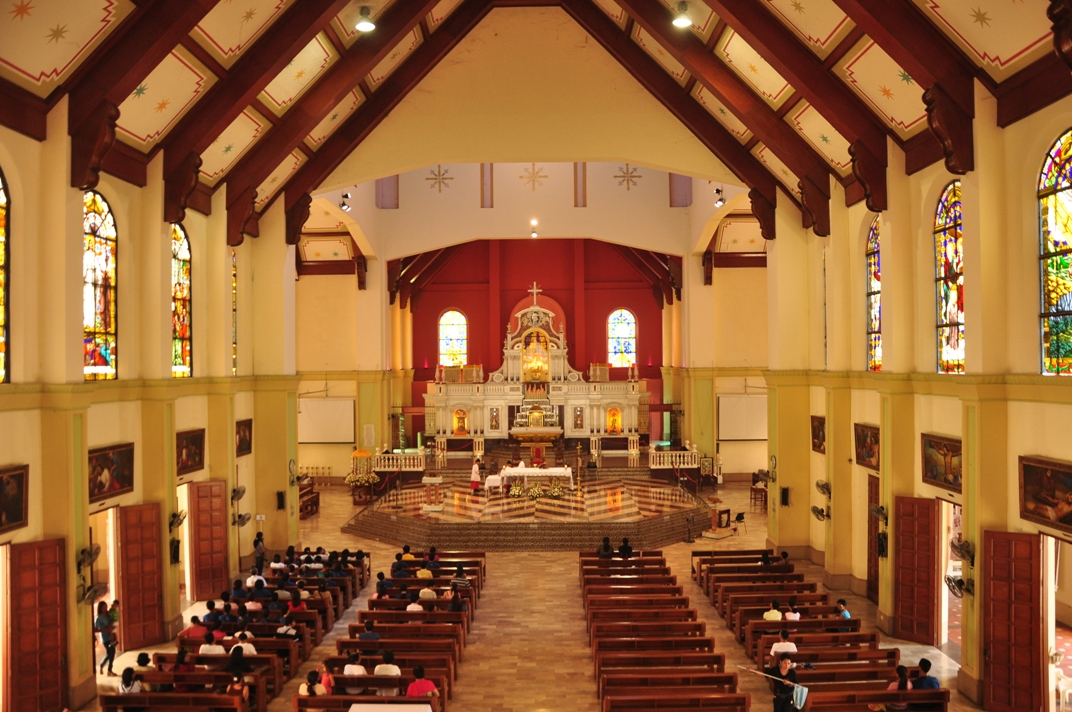
内部